# Auguste-Alexandre Ducrot
Auguste-Alexandre Ducrot (Nevers, 24 febbraio 1817 – Versailles, 16 agosto 1882) è stato un generale francese.

## Biografia
Servì con distinzione in Algeria, nella campagna italiana del 1859 e come comandante di divisione e poi di corpo d'armata (il I corpo) nella guerra franco-prussiana. Durante la battaglia di Sedan il 1º settembre 1870 passò per poche ore al comando supremo dell'esercito francese; quando il maresciallo di Francia Patrice de Mac-Mahon venne ferito durante la mattinata. Prima della battaglia, osservando la sistemazione delle artigliere nemiche che circondava completamente le posizioni francesi, Ducrot, molto pessimista, aveva affermato di fronte al proprio stato maggiore: Siamo in un vaso da notte e vi saremo coperti di merda.
Convinto del sicuro annientamento delle truppe, si adoperò per iniziare le operazioni di ripiegamento dell'esercito verso nord. L'arrivo del generale Emmanuel Félix de Wimpffen, che presentò una lettera del capo del governo Cousin Montauban che lo autorizzava a subentrare al comando, cambiò completamente la situazione; il nuovo comandante in capo, abbandonò la prudente strategia di Ducrot e decise di rimanere a Sedan e combattere. Wimpffen annullò quindi l'ordine di ritirata del generale Ducrot e organizzò un fallimentare contrattacco.
Dopo la disastrosa sconfitta a Sedan e la cattura dell'Imperatore Napoleone III, Ducrot rifiutò di firmare gli articoli di capitolazione e fu costretto ad una breve cattività dai prussiani. Riuscito a fuggire, partecipò all'Assedio di Parigi.
Comandò l'attacco francese più importante contro gli assedianti prussiani il 28 novembre 1870. L'attacco dovette concludersi il 3 dicembre con la ritirata attraverso la Marna dei francesi e la perdita di 12.000 soldati. Ducrot, con l'approssimarsi della fine dell'assedio, fu tra coloro che esortarono il governo francese ad accettare la resa. Durante la repressione della rivolta comunarda comandò assieme a Mac-Mahon le truppe francesi con l'incarico di riconquistare la capitale francese.